# Ташкентский областной комитет КП Узбекистана
Ташкентский областной комитет КП Узбекистана — орган управления Ташкентской областной партийной организацией, существовавшей в 1938—1991 годах.
Ташкентская область Узбекской ССР была образована 15.01.1938, с 1992 года Ташкентский вилайет. С 29.01.1925 по 29.09.1926 — Ташкентская область в РСФСР.

## Первые секретари обкома РКП(б) — ВКП(б) (1925—1927)
- 01.1925—1926 Икрамов Акмаль Икрамович
- 1926 Таджиев, Абдулхай
- 12.1926—03.1927 Здобнов, Александр Зиновьевич

## Первые секретари обкома (1938—1991)
- 1938—1940 Федотов, Пётр Петрович
- 1940—1941 Турдыев Халил
- 1942—1946 Мавлянов Абдуразак
- 1946—1948 Джураев Хасан
- 1948—1949 Нурутдинов Сиродж
- 1949—1950 Токтобаев Азиз
- 1950—1951 Мухитдинов Нуритдин Акрамович
- 1951—1952 Махмудов Насыр
- 09.1952—02.1956 Алимов Ариф Алимович
- 1956—23.03.1959 Нурутдинов Сиродж
- 1959—1961 Гуламов Расул
- 02.1961—1963 Абдуразаков Малик Абдуразакович
- 1963—12.1964 (сельский) Абдуразаков Малик Абдуразакович
- 1963—1964 (промышленный) Каймаков Пётр Васильевич
- 12.1964—1970 Абдуразаков Малик Абдуразакович
- 01.1970—22.01.1985 Мусаханов Мирзамахмуд Мирзарахманович
- 22.01.1985—09.1988 Алимов, Тимур Агзамович
- 10.09.1988—10.1989 Миркасымов Мирахат Мирхаджиевич
- 28.10.1989—07.1991 Мамарасулов Салиджан
- 19.07.1991—14.09.1991 Сайдалиев, Сайфулла Давирович[1]